# Stadt-Umland-Windsystem
Das Stadt-Umland-Windsystem ist ein in Städten ausgeprägtes Lokalwindsystem, welches im Idealfall auf das Stadtzentrum hin ausgerichtet ist und nachts bzw. morgendlich auftritt. Induziert wird es durch Temperatur- und Druckunterschiede zwischen Stadt und Stadtumland und entwickelt sich speziell bei warm-trockenen, austauscharmen und windschwachen Hochdruckwetterlagen.
Als Motor für das Windsystem gilt die Wärmeinsel über dem Stadtgebiet. Die Baukörper im Bereich der Stadt besitzen eine gute Wärmespeicherkapazität, was mitunter zur Ausprägung einer solchen Wärmeinsel beiträgt. Dadurch ergibt sich ein Druck- und Temperaturgefälle vom Umland zur Wärmeinsel hin. Für die Ausprägung einer Wärmeinsel ist die Stadtgröße ausschlaggebend, demnach steigt auch die Wahrscheinlichkeit des Auftretens von in die Stadt gerichteten Winden mit zunehmender Stadtgröße.
Die am Tage aufgeheizte Luft steigt konvektiv über dem Stadtgebiet auf und kühlere Luft aus dem Umland strömt in Bodennähe nach. Die Winde erreichen selten größere Windgeschwindigkeiten als 1–2 m/s und werden durch Reibungseinflüsse wie Bewuchs oder Bebauung sehr leicht abgebremst oder sogar komplett aufgelöst.
Die Mächtigkeit der Luftströmung bewegt sich im Meter- bis Dekameter-Bereich.
Stadtklimatisch ist das Windsystem durchaus nützlich, weil es im Stadtgebiet als Frischluftzubringer dient und die belastete Luft erneuert bzw. nach oben entsorgt wird.